# Frieda Mitscherlich

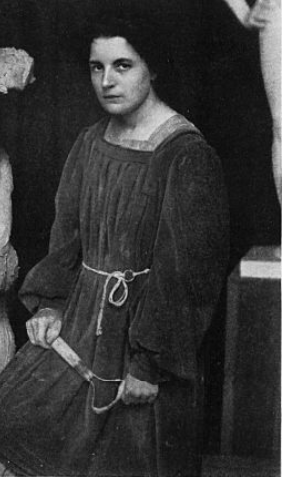
Frieda Mitscherlich, Fotografin: Marta Wolff

Frieda (Louise) Mitscherlich, verh. Matthaei, auch Matthaei-Mitscherlich (* 6. April 1880 in Berlin; † 20. September 1970 in Mexiko-Stadt), war eine deutsche Malerin und Bildhauerin.

## Familie Mitscherlich
Frieda Mitscherlich war die Tochter des Berliner Chirurgen Alfred Mitscherlich (1832–1911) und dessen Frau Valeska geb. Ackermann (1851–1909).
Die Familie Mitscherlich brachte mehrere bekannte Wissenschaftler und Künstler hervor. Friedas Großvater war der Chemiker und Hochschullehrer Eilhard Mitscherlich (1794–1863). Zusammen mit ihrem Bruder, dem Agrarwissenschaftler Eilhard Alfred Mitscherlich (1874–1956), und ihrer Schwester Elsbeth (* 1872) wuchs sie in großbürgerlichen Verhältnissen auf.

## Leben

### Ausbildung

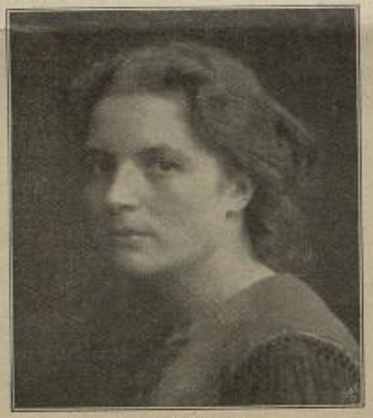
Frieda Mitscherlich (Der Bazar, 20. Januar 1908, 54. Jg., Nr. 4, S. 50)

Da Frauen erst ab 1919 an Akademien studieren durften – das Kunststudium der Bildhauerei wurde für Frauen noch später geöffnet –, nahm Frieda Mitscherlich Privatunterricht bei dem Professor der Berliner Nationalgalerie Gerhard Janensch. Dieser schuf 1901 ein Marmorporträt seiner Schülerin, das die Berliner Nationalgalerie 1907 ankaufte. Frieda Mitscherlich bildete sich auf Studienreisen nach Südeuropa (Griechenland, Italien, Spanien) fort. Während eines Aufenthaltes in Paris war sie Schülerin von Auguste Rodin.

### Freie Künstlerin in München und Hamburg

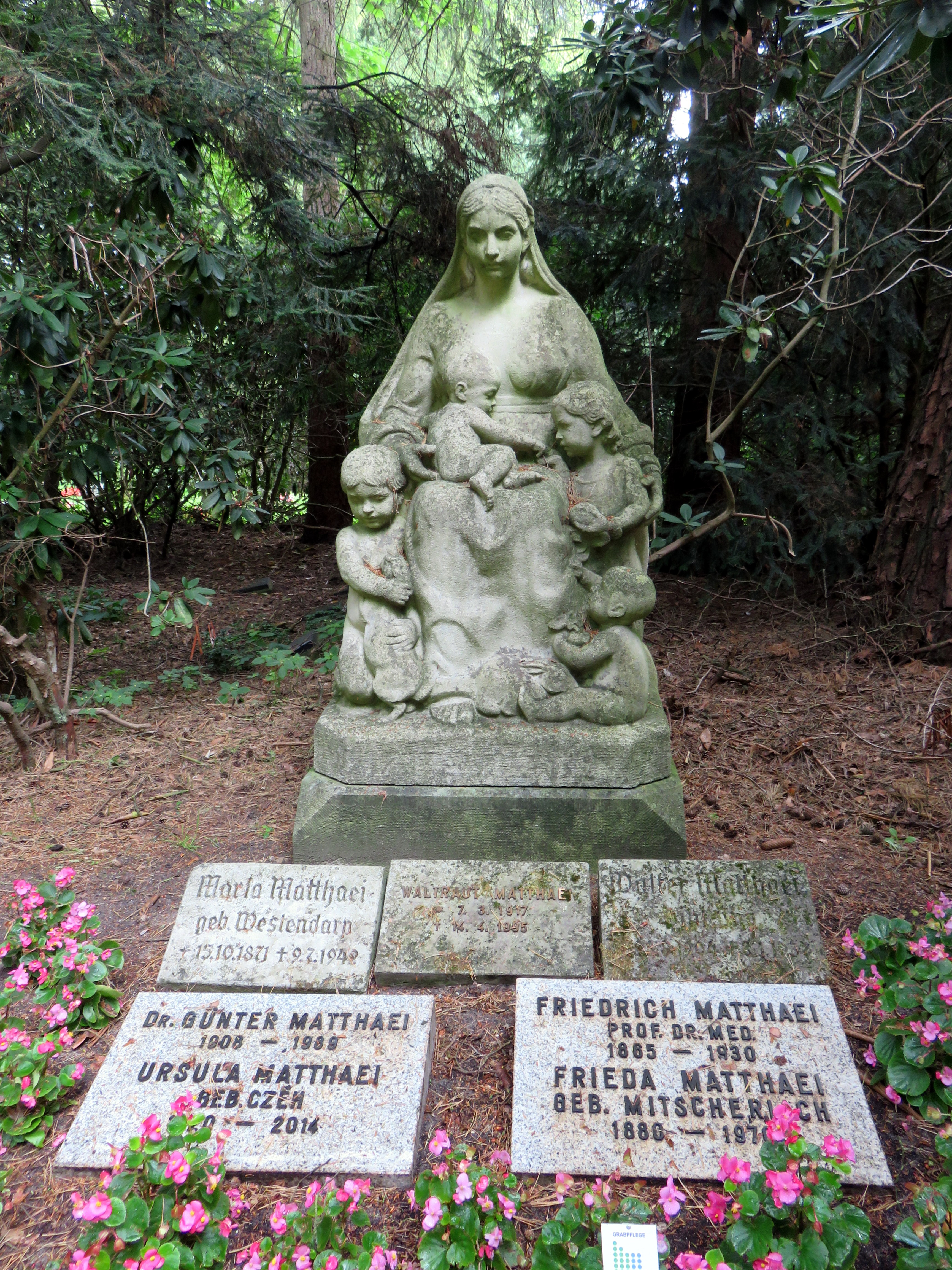
Familiengrab Matthaei auf dem Ohlsdorfer Friedhof

Nach dem Tod ihrer Eltern ging sie 1911 nach München, dort lebte auch ihre Schwester, und arbeitete als freie Künstlerin. Sie ließ sich in Schwabing vom Berliner Architekten A. Rieder ein Haus mit einem großzügigen Atelier bauen. 1914 zog Frieda Mitscherlich nach Hamburg und erhielt dort als Bildhauerin Aufträge von der Hamburger Kunsthalle sowie 1921, 1930 und 1938 vom Hamburger Friedhof. „Einem realistischen Stil folgend u. a. mit Frauenakten in Bronze, Kunststein und Holz, schuf sie Porträts und Reliefs u. a. von bekannten Hamburgern für den öffentlichen Raum. 1930 stellte sie ihr bisheriges Gesamtwerk in der Hamburger Galerie Commeter aus und war in Gruppenausstellungen 1930, 1938 und 1941 im Hamburger Kunstverein vertreten.“
1914 heiratete sie den Gynäkologen Friedrich Matthaei, mit dem sie drei Kinder bekam: Maria (* 1915), Waltraut (* 1917) und Helmut (* 1919). Nach dem Tod ihres Mannes im Jahr 1930 lebte sie in finanziellen Schwierigkeiten. Ihr gemeinsames Haus am Alsterkamp in Harvestehude musste teilweise vermietet werden, im Zweiten Weltkrieg gingen u. a. durch Zwangseinquartierungen mehrere Kunstwerke von ihr verloren.

### Auswanderung nach Chile
1947 zog Frieda Matthaei-Mitscherlich nochmals nach München, zu ihrer Tochter Maria. Sie wanderte 1948 nach Valparaíso (Chile), dem Geburtsort ihres 1930 verstorbenen Mannes, aus. Zusammen mit ihren beiden Töchtern lebte sie später in Kolumbien und Mexiko. Sie zeigte weiterhin ihre Werke in Ausstellungen, so etwa 1950 in Santiago, und fand Anerkennung als Künstlerin.

## Grab
Auf dem Friedhof Ohlsdorf in Hamburg befindet sich bei Planquadrat AC 12 (Stiller Weg westlich Nordteich) auf der Familiengrabstätte Matthaei die von Frieda Mitscherlich-Matthaei 1914 geschaffene Grabskulptur mit davor liegendem Kissenstein für sie und Friedrich Matthaei.